# Filadélfia (Tocantins)
Filadélfia est une municipalité brésilienne située dans l'État du Tocantins.